# Kill My Doubt
Kill My Doubt es el séptimo EP del grupo femenino surcoreano Itzy, que fue publicado el 31 de julio de 2023 por JYP Entertainment y distribuido por Dreamus. El álbum contiene seis pistas, incluido su sencillo principal titulado «Cake».

## Antecedentes
El 22 de mayo de 2023, Chaeryeong, en entrevista para el programa estadounidense Good Day New York, confirmó que el grupo se encontraba trabajando en su próximo álbum para ser lanzado durante el verano (de Corea del Sur) del mismo año.
El 17 de junio de 2023, los medios surcoreanos informaron que JYP Entertainment tenía planificado un nuevo lanzamiento musical para el grupo femenino Itzy, programado para ser publicado entre finales de julio y principios de agosto del mismo año. Al día siguiente, la casa discográfica del grupo anunció a través de sus redes sociales oficiales, el lanzamiento de su séptimo miniálbum titulado Kill My Doubt, para ser publicado el 31 de julio de 2023. El anuncio vino acompañado de la lista de canciones, confirmando la publicación de tres vídeos musicales, incluido el de su sencillo principal titulado «Cake».

## Lista de canciones
| CD / Descarga digital |                       | | |                                               |          |  |
| N.º                   | Título                | Letras                                                                                                   | Música | Arreglo                                       | Duración |  |
| 1.                    | «Bet On Me»           | J.Y. Park, 12h51m (VERYGOODS)                                                                            | David (Mickey) Karbal, Philip von Boch Scully, Ben Samama, Eli Teplin, Lauren Dyson, KENDALL GRAYSON BROWER | David (Mickey) Karbal, Philip von Boch Scully | 3:19     |  |
| 2.                    | «Cake»                | Black Eyed Pilseung, Jeon Goon                                                                           | Black Eyed Pilseung, FLYT                                                                                   | Black Eyed Pilseung, FLYT                     | 3:18     |  |
| 3.                    | «None of My Business» | Lee Seu Ran, Rachel West, Barry Cohen                                                                    | Rachel West, Barry Cohen                                                                                    | Gingerbread                                   | 3:22     |  |
| 4.                    | «Bratty» (나쁜 애)    | Elle Suh (153/Joombas), Liljune (153/Joombas), Ben Haim, Adrienne, Larus Arnarson, Michael Ojike McHenry | Ben Haim, Adrienne, Larus Arnarson, Michael Ojike McHenry                                                   | davsof1993                                    | 2:42     |  |
| 5.                    | «Psychic Lover»       | danke (라라라스튜디오)                                                                                   | Christian Fast, Gusten Dahlqvist, Sofia Quinn, Noémie Legrand                                               | Gusten Dahlqvist                              | 2:44     |  |
| 6.                    | «Kill Shot»           | Kang Eun-jung                                                                                            | Sofia Quinn, David James Burris, Noémie Legrand                                                             | David James Burris                            | 2:16     |  |
| 17:41                 |                       | | |                                               |          |  |

## Reconocimientos

### Premios y nominaciones
| Año  | Evento                | Premio                              | Resultado | Ref.  |
| ---- | --------------------- | ----------------------------------- | --------- | ----- |
| 2023 | China Year End Awards | Álbum femenino más vendido          | Nominado  | [ 5 ] |
| 2023 | China Year End Awards | Álbum femenino de K-Pop más vendido | Nominado  | [ 5 ] |
| 2024 | Golden Disc Awards    | Álbum Bonsang                       | Nominado  | [ 6 ] |

### Listados
| Publicación   | Listado                 | Lugar    | Ref.  |
| ------------- | ----------------------- | -------- | ----- |
| Real Zenerate | 15 K-pop albums of 2023 | Incluida | [ 7 ] |

## Historial de lanzamiento
| País          | Fecha               | Formato                         | Discográfica      |
| ------------- | ------------------- | ------------------------------- | ----------------- |
| Corea del Sur | 31 de julio de 2023 | CD, Descarga digital, streaming | JYP Entertainment |